# بوچهال کلان
بوچهال کلان (به انگلیسی: Buchal Kalan) یک روستا در پاکستان است که در ناحیه چکوال واقع شده‌است.